# كوكب ثقب أسود
كوكب ثقب أسود (بالإنجليزية: Blanet)‏ هو عضو في صنف افتراضي من الكواكب غير الشمسية التي تدور مباشرةً حول الثقوب السوداء.
تتشابه كواكب الثقوب السوداء أساسًا مع الكواكب الأخرى؛ فهي تمتلك كتلة كافية لكي تصبح مستديرة بفعل ثقالتها الخاصة، ولكنها ليست جسيمة بما يكفي لبدء الاندماج النووي الحراري لتصبح نجومًا. أظهر فريق من علماء الفلك وعلماء الكواكب غير الشمسية في عام 2019 وجود منطقة آمنة حول ثقب أسود فائق الكتلة يمكن أن يؤوي آلاف الكواكب في مدار حوله.

## التأثيل
أطلق الفريق الذي يرأسه كِيِيتْشِي وادا من جامعة كاغوشيما في اليابان الاسم الإنجليزي Blanet على هذا الصنف من الكواكب.
هذه الكلمة منحوتة من كلمتي Black hole و Planet اللتين تعنيان "ثقب أسود" و"كوكب" على الترتيب.

## التشكل
يُشتبه في أن الكواكب تتشكل في قرص التنامي الذي يدور حول ثقب أسود كبير الحجم بما فيه الكفاية.